# Ars celebrandi
Ars celebrandi (lateinisch ars „Kunst“ und celebrare „feiern, festlich begehen“) ist als die Kunst, Gottesdienst zu feiern ein Begriff aus der römisch-katholischen Liturgie. Er betrifft vor allem der Feier der heiligen Messe. In der Ars celebrandi korrespondiert das Handeln des Vorstehers des Gottesdienstes (Zelebrant) eng mit der Participatio actuosa,  der tätigen Teilnahme der ganzen Gottesdienstgemeinde an der Liturgie.
Die Ars celebrandi ist geprägt von einer Verbindung von Schönheit und Liturgie (pulchritudo et liturgia) mit dem Ziel, das Gespür für das Heilige zu fördern. Dabei bedient sie sich „der äußeren Formen, die zu diesem Gespür erziehen, zum Beispiel der Harmonie des Ritus, der liturgischen Gewänder, der Ausstattung und des heiligen Ortes“.

## Ursprung des Begriffes
Der Begriff Ars celebrandi entstand im Zuge des liturgiewissenschaftlichen Gesprächs über den Verlauf der liturgischen Erneuerung nach dem Zweiten Vatikanischen Konzil, ihre Ergebnisse, Probleme und Erfolge in den 1970er-Jahren. Der deutsche Liturgiewissenschaftler Emil Joseph Lengeling prägte im Gespräch mit Klemens Richter im Frühjahr 1976 den Begriff "Kunst des Vorstehens". Lengeling wies auf seine Beobachtung hin, die bei der Liturgiereform aufgetretenen Mängel resultierten nicht aus einer übertriebenen Erneuerungssucht, sondern mindestens zum Teil aus einem Festhalten an individualistischem und rubrizistischem Denken bei Klerus und Laien. Sein Anliegen war, es, „etwas zu betonen, von dem die Liturgiekonstitution nicht und die nachkonziliaren Bücher kaum sprechen. Ich meine die Kunst des Vorstehens, insbesondere die Kommunikation zwischen dem Leiter des Gottesdienstes und den Teilnehmern“. Diese Kunst sei wegen der Kommunikation zwischen dem Leiter und den Teilnehmern des Gottesdienstes infolge des Wechsels der Zelebrationsrichtung wichtig geworden; vorher habe – abgesehen von der Predigt – eine solche Kommunikation nicht bestanden, Augenkontakt zwischen Priester und Gemeinde sei sogar verboten gewesen.
Aus der „Kunst des Vorstehens“ entwickelte sich im fachlichen Diskurs der Liturgiewissenschaftler der weiter gefasste Begriff „Kunst des Zelebrierens“. Jakob Baumgartner überschrieb 1980 einen Aufsatz mit „De arte celebrandi“. Emil Brunner schrieb 1980: „The art of celebrating eventually is the art of coordinating the participation of the people of God.“ („Die Kunst des Zelebrierens ist schließlich die Kunst, die Teilnahme des Volkes Gottes abzustimmen.“) Das Wesen der Ars celebrandi beschreibt Manfred Probst: „Da Liturgie Feier und Ausdruck des Glaubens der Menschen ist, gilt es, diesem Glauben Ausdruck zu geben. Es muss neben einer guten Theologie auch eine entsprechende Ästhetik des Gottesdienstes erarbeitet werden, die das rechte Maß von Fest und Feier von übertriebener zeremonieller Formung freihalten kann. Unsere Gottesdienste müssen stilvoller werden.“ Liturgiewissenschaft versteht sich in diesem Sinne als „Wissenschaft von der Kunst, einen christlichen Gottesdienst zu feiern“.

## Theologische Fundierung
Die Ars celebrandi als Kunst, Gottesdienst zu feiern, ist Sache des ganzen neutestamentlichen Volkes Gottes. Sie geht daher über eine bloße priesterliche Ars praesidendi (Vorsteherkunst) hinaus.  Das Wesen der Liturgie selbst verlangt nach dem Willen des Zweiten Vatikanischen Konzils die volle tätige und aktive Teilnahme des christlichen Volkes, das als „'das auserwählte Geschlecht, das königliche Priestertum, der heilige Stamm, das Eigentumsvolk' (1 Petr 2,9 ; vgl. 1 Petr 2,4-5 ) kraft der Taufe berechtigt und verpflichtet“ sei. „Diese volle und tätige Teilnahme des ganzen Volkes ist bei der Erneuerung und Förderung der heiligen Liturgie aufs stärkste zu beachten, ist sie doch die erste und unentbehrliche Quelle, aus der die Christen wahrhaft christlichen Geist schöpfen sollen.“ So wird eine „klerikalistische Engführung der Liturgie und Ekklesiologie“ vermieden, das Gelingen der Liturgie ist nicht vom „Priester als dem Zelebranten abhängig“; die Ars celebrandi ist somit die „Kunst aller Teilnehmer, den Gottesdienst zu feiern“. Zur Liturgie gehören beide Grundbewegungen: die Selbstoffenbarung Gottes („katabatische“ oder „soteriologische“ Dimension) und die Antwort des Menschen in dankbar-gläubiger Verehrung („anabatische“ Dimension).

„Die liturgischen Handlungen sind nicht privater Natur, sondern Feiern der Kirche, die das „Sakrament der Einheit“ ist; sie ist nämlich das heilige Volk, geeint und geordnet unter den Bischöfen. Daher gehen diese Feiern den ganzen mystischen Leib der Kirche an, machen ihn sichtbar und wirken auf ihn ein; seine einzelnen Glieder aber kommen mit ihnen in verschiedener Weise in Berührung je nach der Verschiedenheit von Stand, Aufgabe und tätiger Teilnahme.“

## Ars celebrandiin der päpstlichen Lehrverkündigung
Papst Benedikt XVI. griff den Begriff der Ars celebrandi in seinem nachsynodalen apostolischen Schreiben „Sacramentum caritatis über die Eucharistie – Quelle und Höhepunkt von Leben und Sendung der Kirche“ vom 22. Februar 2007 auf. Die XI. Ordentlichen Generalversammlung der Bischofssynode im Oktober 2005 hatte zuvor betont, jede „Trennung“ zwischen der Ars celebrandi auf Seiten von Priestern und Bischöfen einerseits und der vollen, aktiven und fruchtbaren Teilnahme aller Gläubigen müsse überwunden werden (necessitas [...] omnem evenientem seiunctionem transgrediendi inter artem celebrandi, artem videlicet recte celebrandi, et plenam, actuosam et fructuosam omnium fidelium participationem).

### Reichweite
„Die ars celebrandi muss das Gespür für das Heilige fördern und sich äußerer Formen bedienen, die zu diesem Gespür erziehen, zum Beispiel der Harmonie des Ritus, der liturgischen Gewänder, der Ausstattung und des heiligen Ortes.“

Für eine rechte Ars celebrandi ist die Beachtung aller von der Liturgie vorgesehenen Ausdrucksformen für die an ihr Beteiligten – Vorsteher und Gläubige – wichtig: Wort und Gesang, Gesten und Schweigen, Körperbewegung oder liturgische Farben der Paramente. Mit der Aussage „Die Einfachheit der Gesten und die Nüchternheit der in der vorgesehenen Reihenfolge und im gegebenen Moment gesetzten Zeichen vermitteln mehr und beteiligen stärker als die Künstlichkeit unangebrachter Hinzufügungen“ erneuerte Papst Benedikt die Forderung des Zweiten Vatikanischen Konzils nach dem „Glanz edler Einfachheit“ der Riten als liturgischem Gestaltungsprinzip.
Die Architektur des Kirchenbaus und des Kirchenraumes als Ort des „Sich-Versammelns der Gläubigen (ecclesia)“, „welche die lebendigen Steine des Tempels sind (vgl. 1 Petr 2,5 )“ stehen genauso im Dienst der Ars celebrandi wie die „Prinzipalien“ Altar, Kruzifix, Tabernakel, Ambo und Sitz sowie die sakrale Kunst, denn „das Wesen des christlichen Gotteshauses ist durch die liturgische Handlung selbst definiert“.

### Rolle von geweihten Amtsträgern
Zur rechten Kunst des Zelebrierens gehört, so Papst Benedikt XVI., der „treue Gehorsam gegenüber den liturgischen Normen in ihrer Vollständigkeit“, der „seit zweitausend Jahren das Glaubensleben aller Gläubigen sicherstellt, die dazu berufen sind, die Zelebration als Gottesvolk [...] zu erleben“. Den geweihten Amtsträgern komme eine besondere Funktion in Bezug auf die Ars celebrandi zu; Bischöfe, Priester und Diakone sollen die Zelebration des Gottesdienstes als ihre Hauptpflicht betrachten. Aufgabe des Bischofs sei es, in seiner Diözese „die harmonische Einheit der Zelebrationen zu bewahren“ und „darauf zu achten, dass die Priester, die Diakone und die christgläubigen Laien den eigentlichen Sinn der liturgischen Riten und Texte immer tiefer verstehen und so zur tätigen und fruchtbaren Feier der Eucharistie geführt werden“. Dem Gottesdienst in der Kathedrale komme dabei eine Vorbildfunktion zu.